# Бібліотека Аріостея
Бібліотека Аріостея або  Міська бібліотека Аріостея (італ. Biblioteca comunale Ariostea) — старовинна бібліотека в італійському місті Феррара, розташована у історичному палаці Парадізо.

## Історія
Бібліотека розташована в історичному палаці Парадізо. Одноповерховий палац був вибудований ще 1391 року в зв'язку із весіллям князя Альберто V д'Есте з Джованною де Роберті. Це не перший палац у місті. В добу кватроченто плац Парадізо, як і палаци Скіфаноя та Бельфйоре, були декоровані фресками, котрі виконав художник Антоніо Альберті. Фрески подавали сцени з придворного життя гонористого шляхетного товариства Феррари, котре штучно культивувало куртуазну культуру лицарства, що сходило зі сцени середньовіччя. Палац Парадізо також використовували для перебування почесних гостей міста, так, саме тут ночували Папа Римський Євген IV та імператор Візантії Иоанн VIII Палеолог.
До 15 століття палац залишався одноповерховим. 1567 року князі міста передали палацову споруду під облаштування місцевого університету. З нагоди цієї події палац надбудували другим поверхом за проєктом архітектора Джованні Баттіста Алеотті. Новий пишний портал і вежа створені в 1610 році за проєктом архітекторів Алессандро Бальбі та Алеотті.

## Колишня анатомічна зала університету
Для потреб медичного факультету 1731 року викладач Джачінто Аньєллі та архітектор Франческо Маццареллі облаштували в споруді анатомічну залу, котру за звичаями того часу називали анатомічним театром. За типом анатомічна зала у Феррарі схожа з анатомічним театром у Падуанському університеті, облаштованому ще 1594 року. Анатомічна зала збережена до початку 21 століття, хоча розтини трупів давно перенесено в інші приміщення. Згодом тут облаштували залу для лекцій з хімії.

## Надгробок поета Аріосто

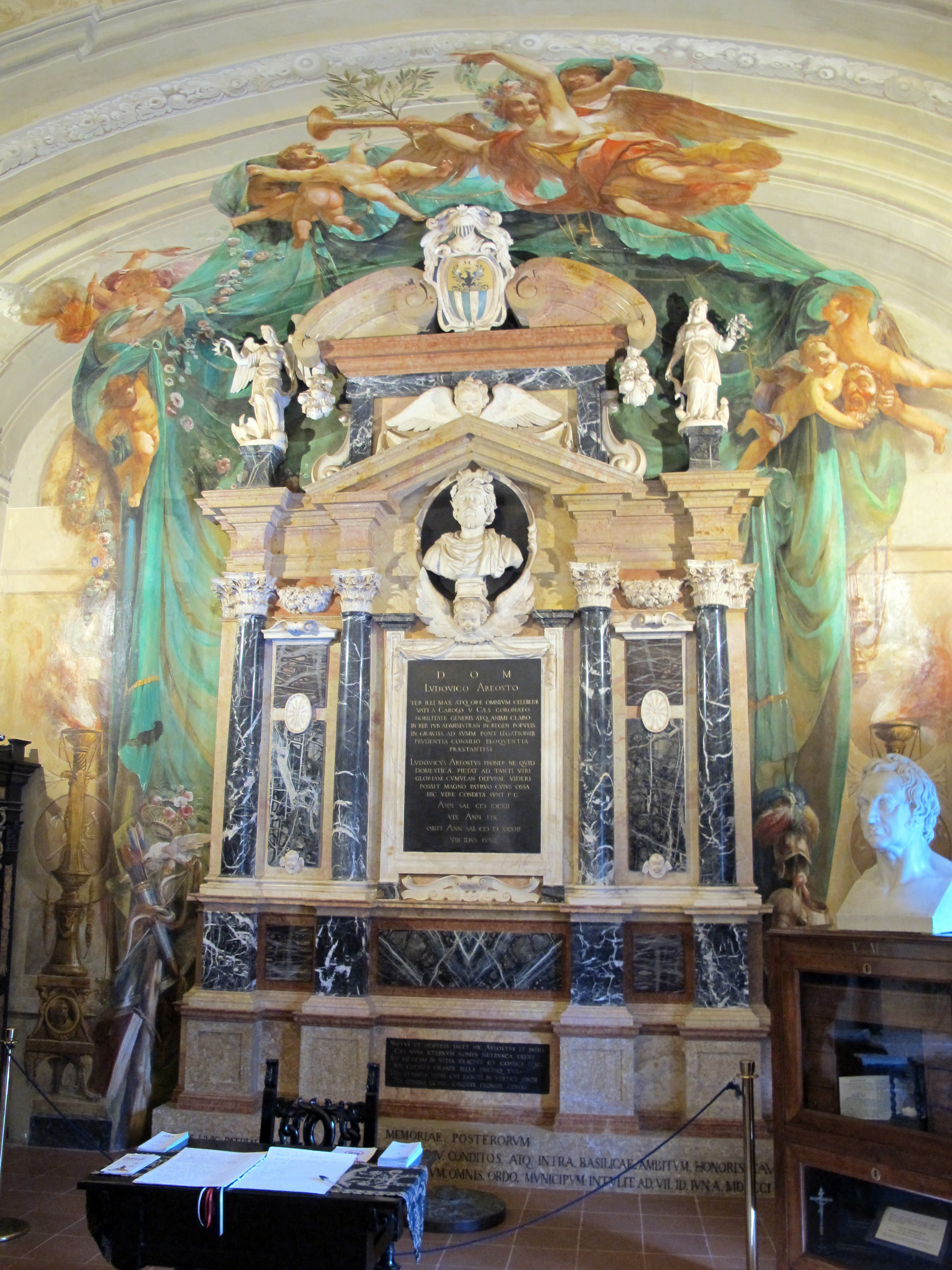
Надгробок поета Аріосто

1801 року родич поета настояв на перенесенні надгробка Аріосто з церкви Сан-Бенедетто в окрему залу палацу. Відтоді вона отримала назву зала Аріосто.

## Суто бібліотека
Бібліотека в палаці була облаштована 1750 року. Черговий ремонт проведено 1801 року, тоді ж з церкви Сан-Бенедетто в окрему залу палацу був перенесений і надгробок уславленого поета Аріосто. Бібліотека спеціалізована на збиранні та збереженні рукописів і видань місцевих авторів, серед котрих вже згаданий Аріосто, Торквато Тассо, Каретті, Монті та інші.
Загальна кількість одиниць збереження бібліотеки Аріостея сягає 400 000. Серед них — рукописи, рідкісні видання, інкунабули тощо.

## Головний фасад споруди

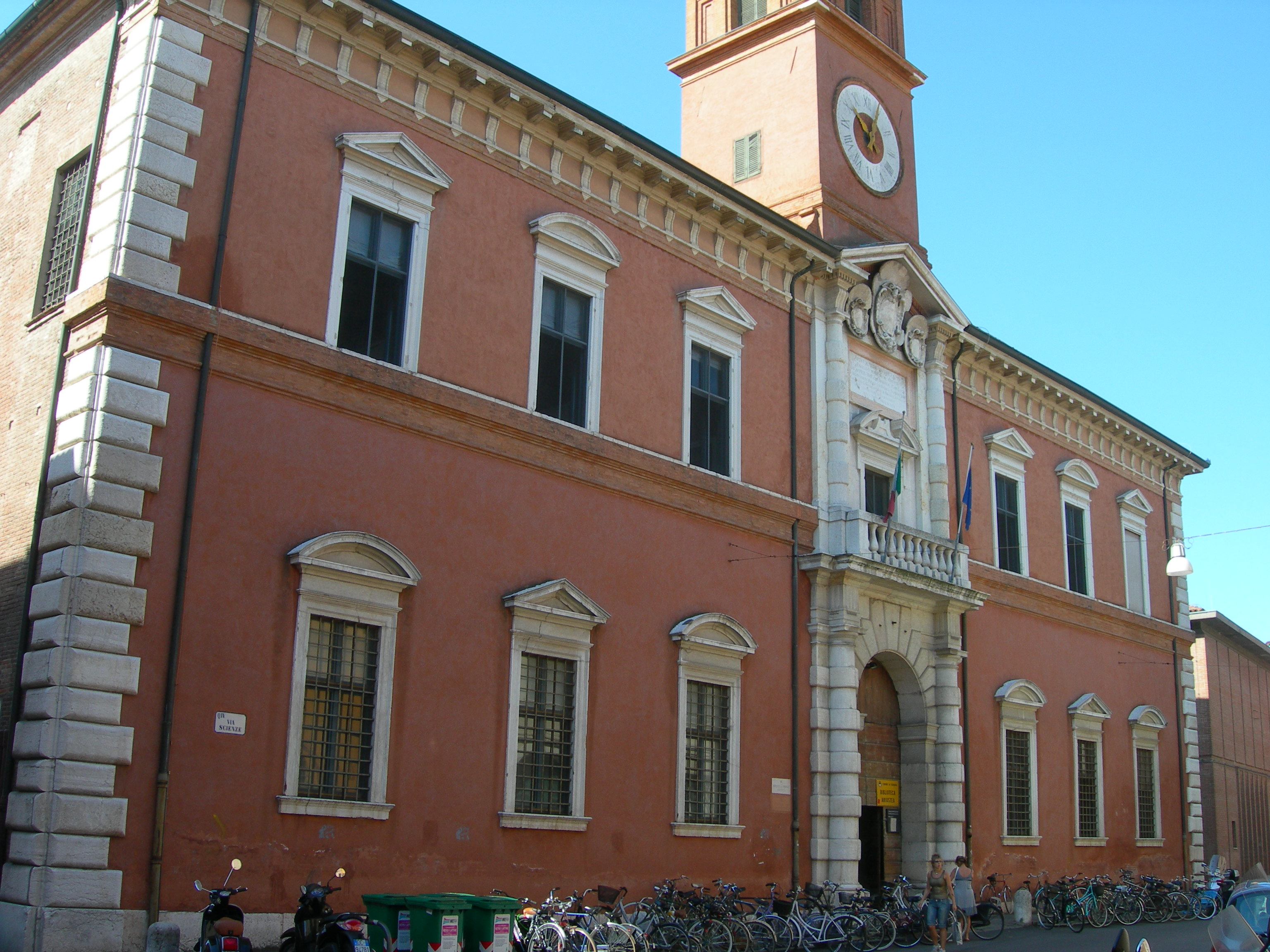

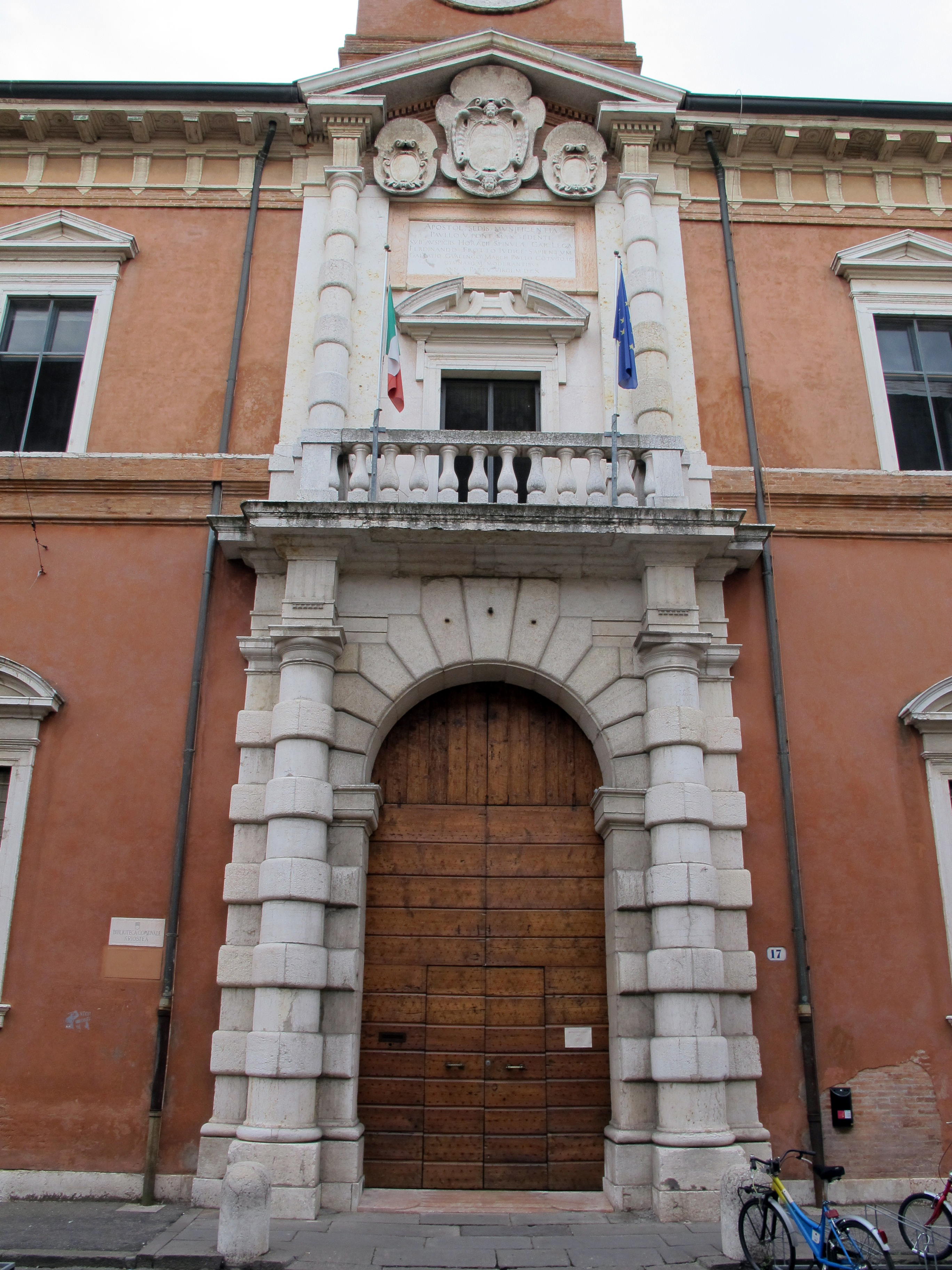
Портал бібліотеки
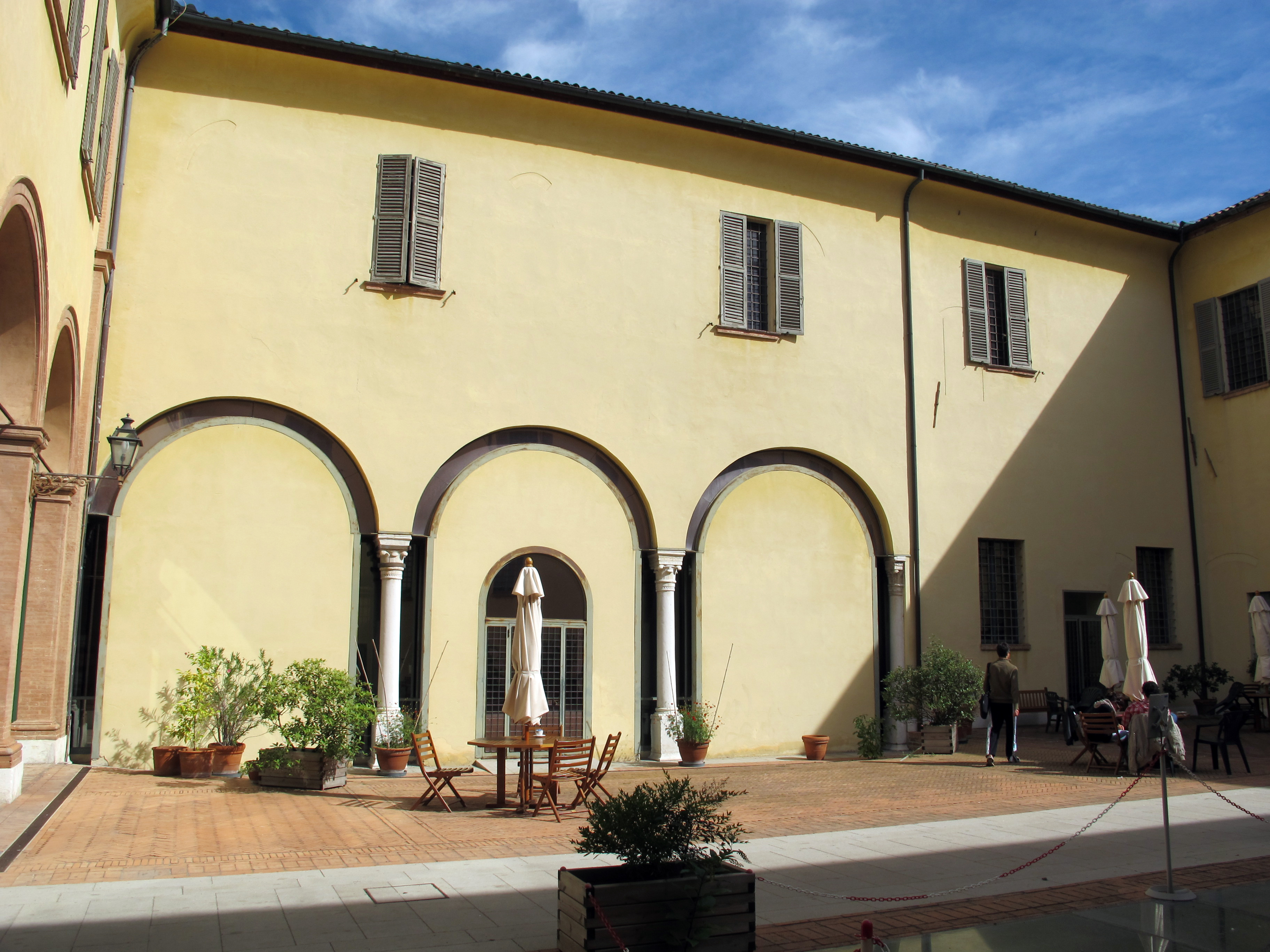
Внутрішній дворик
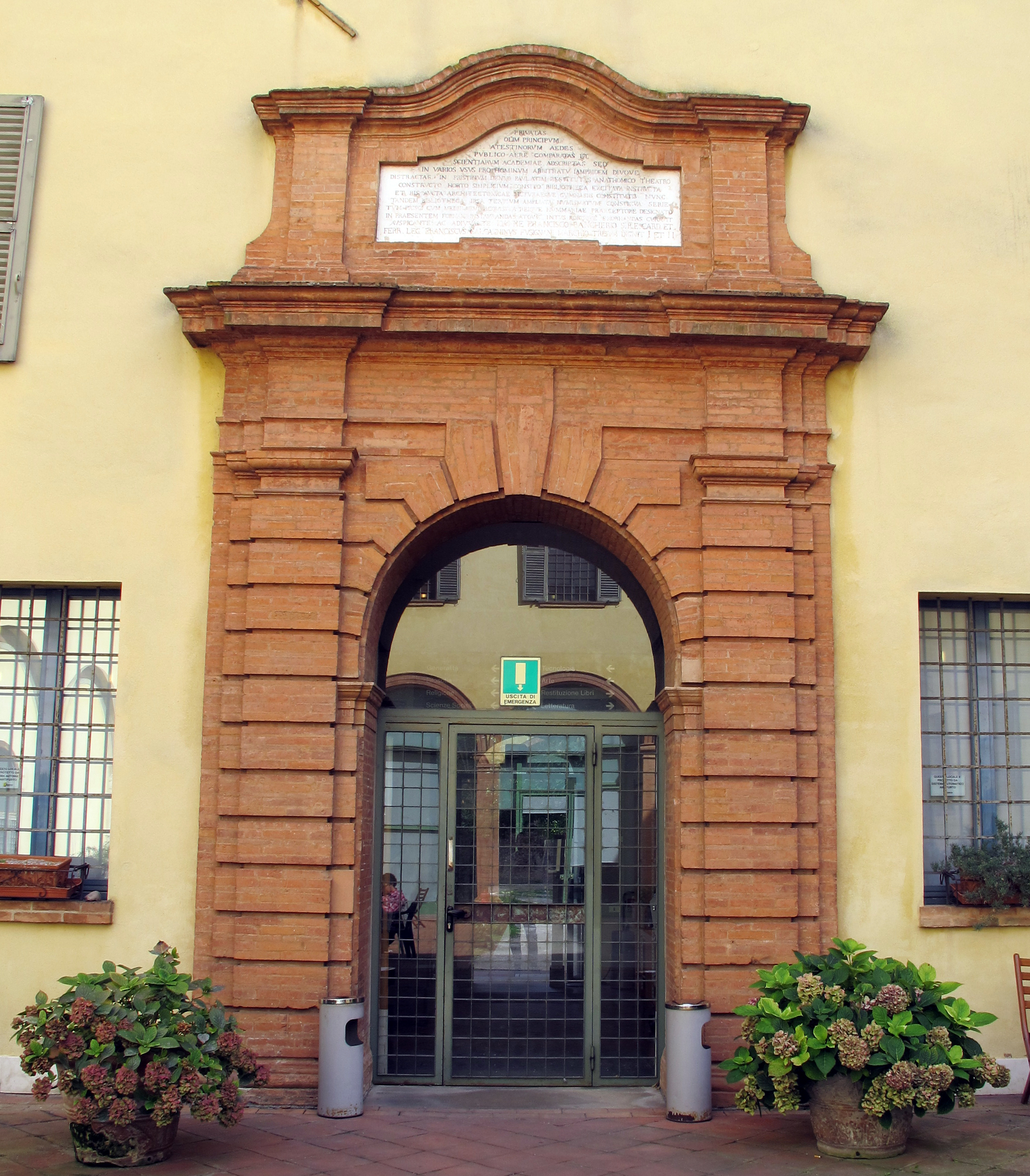
Портал у внутрішній дворик
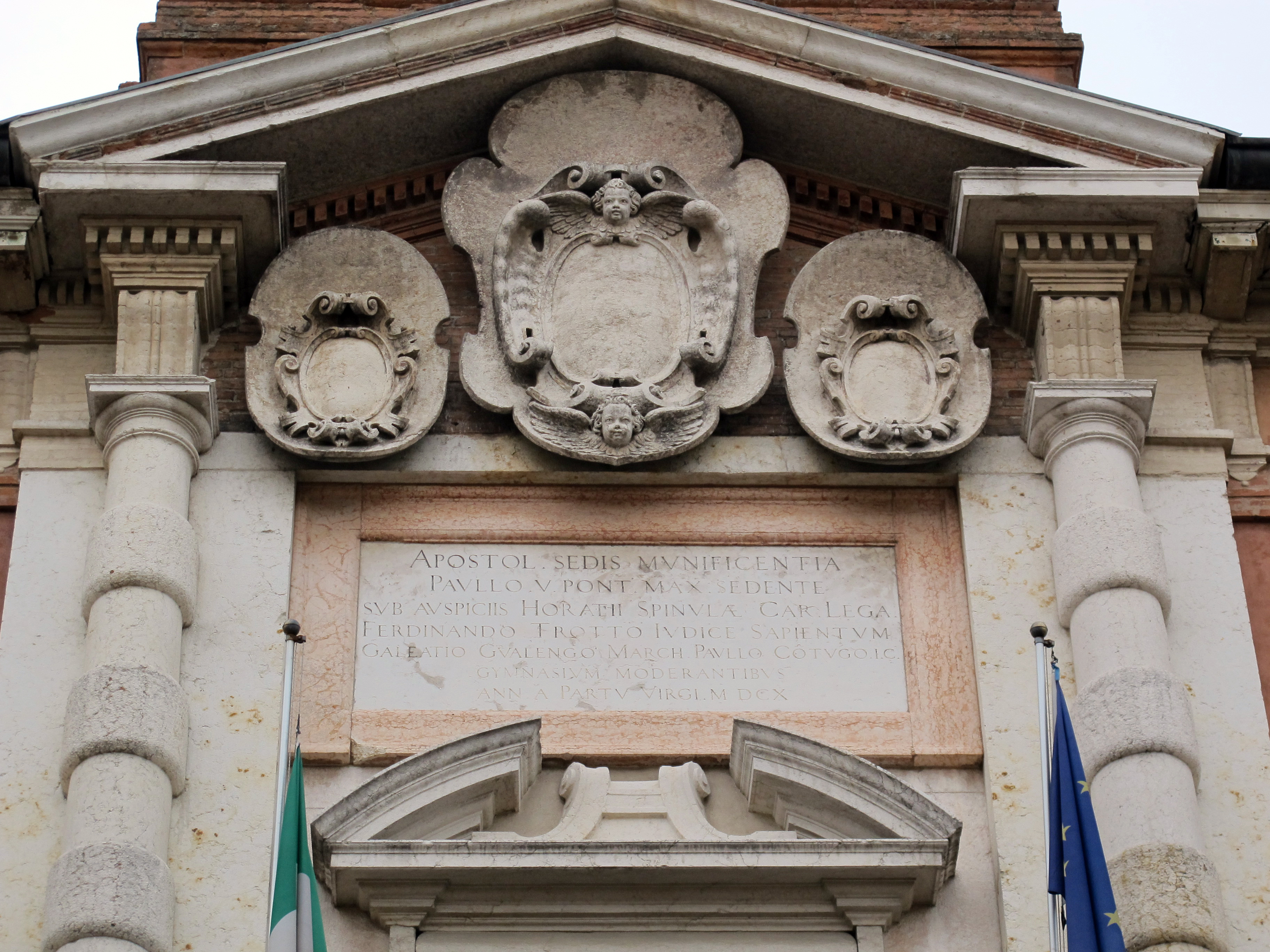
Декор другого яруса портала

## Парадні сходинки

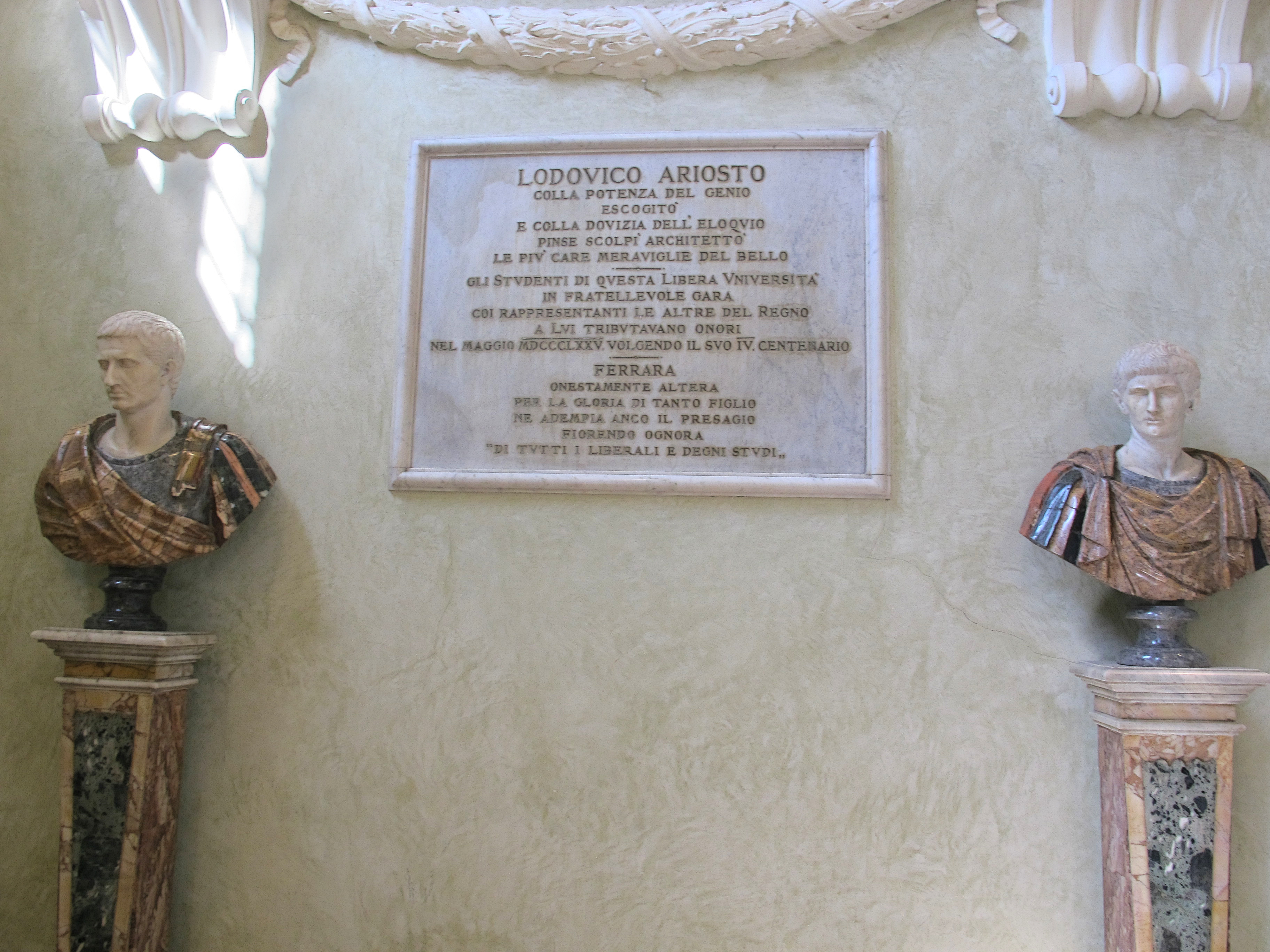

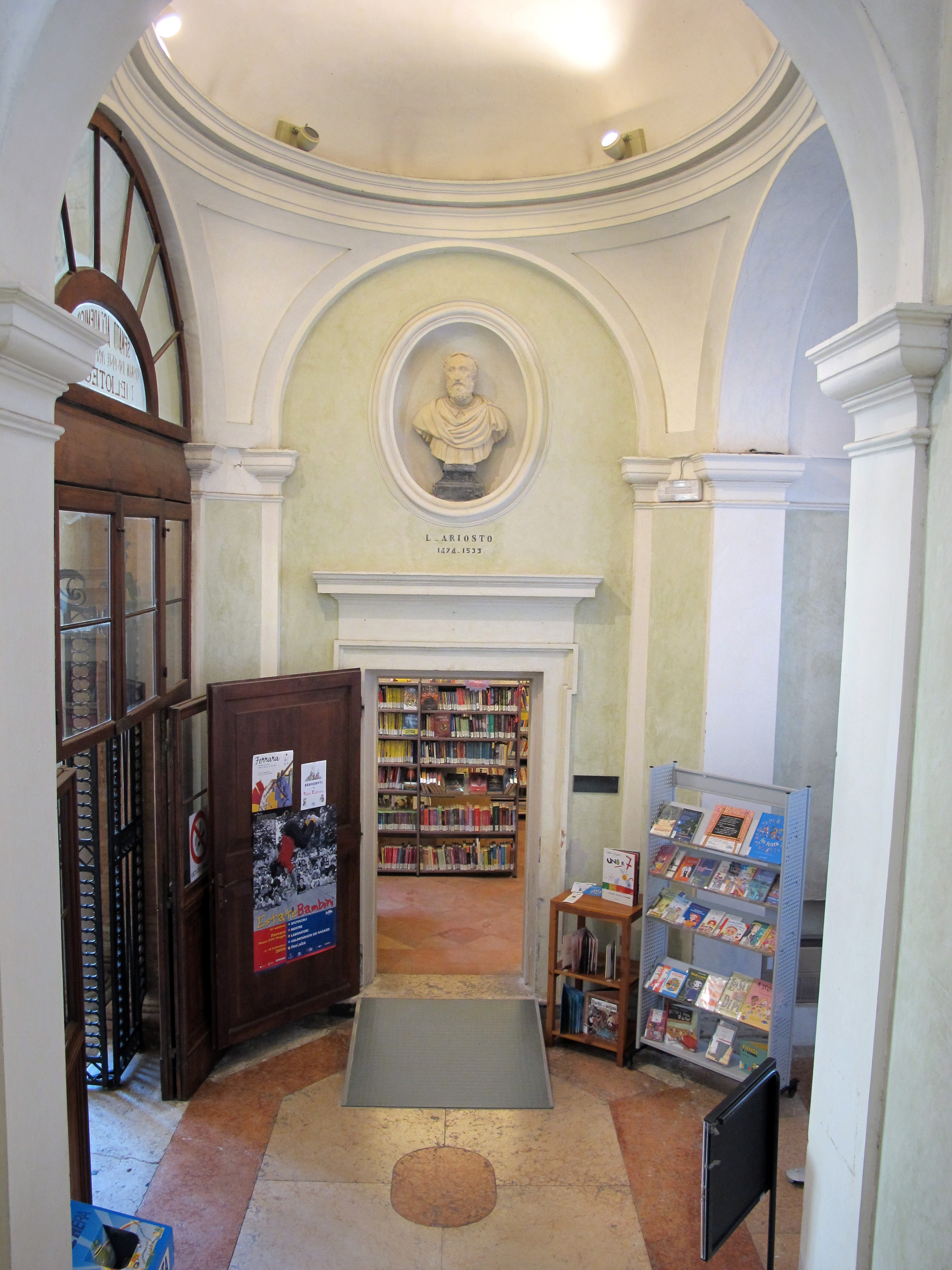
Вестибюль бібліотеки
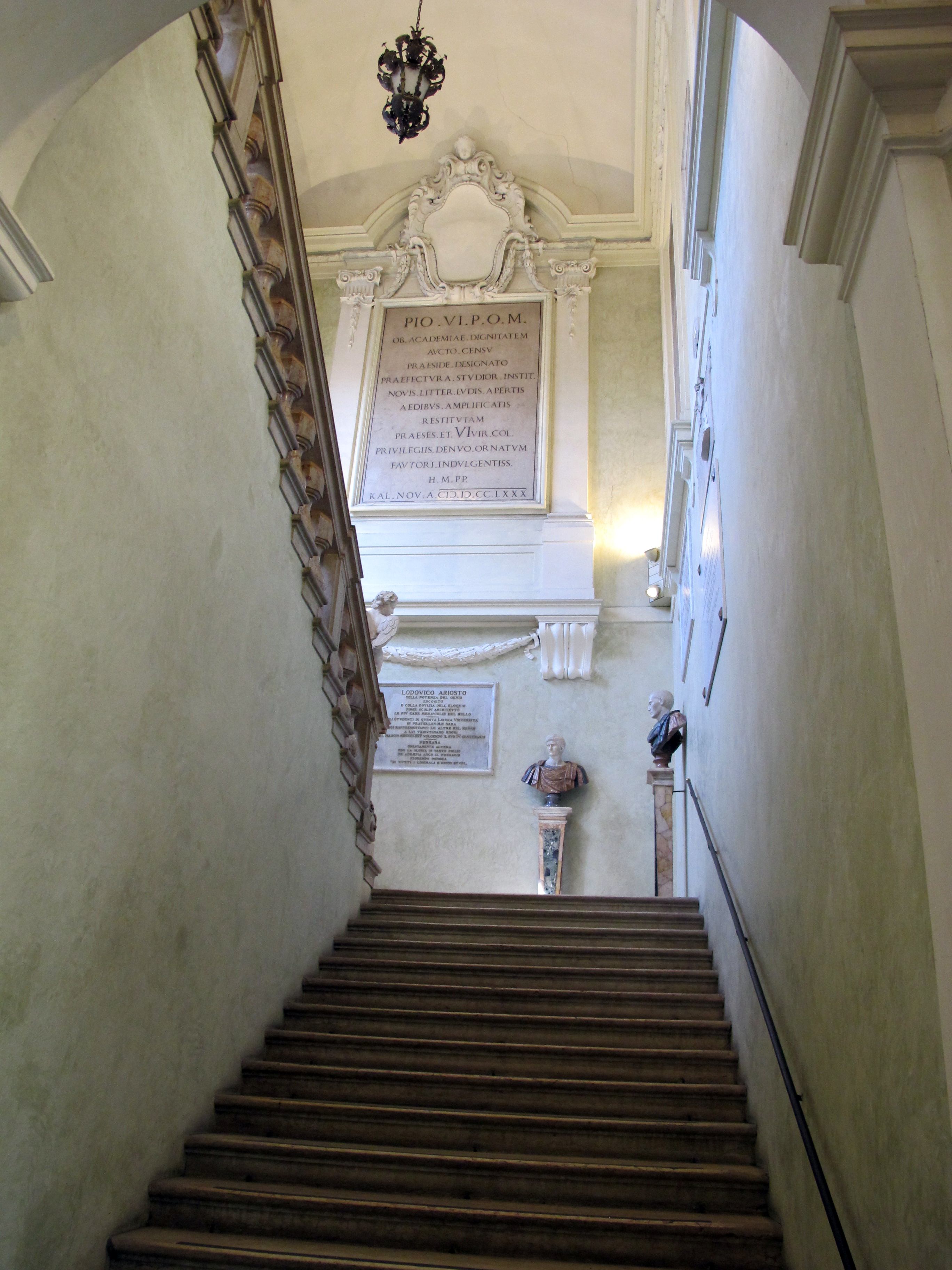
Перший марш парадних сходинок
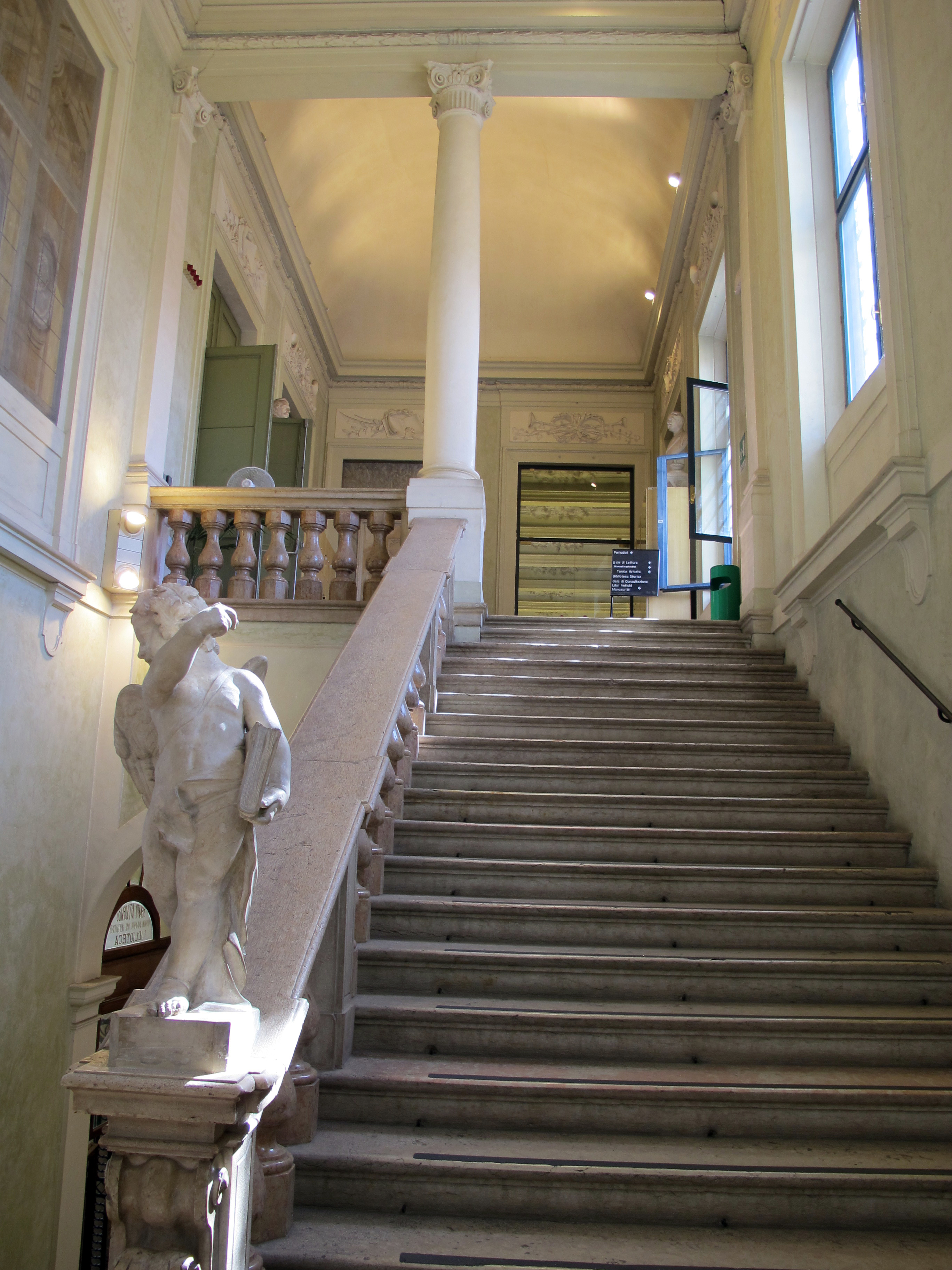
Другий марш парадних сходинок
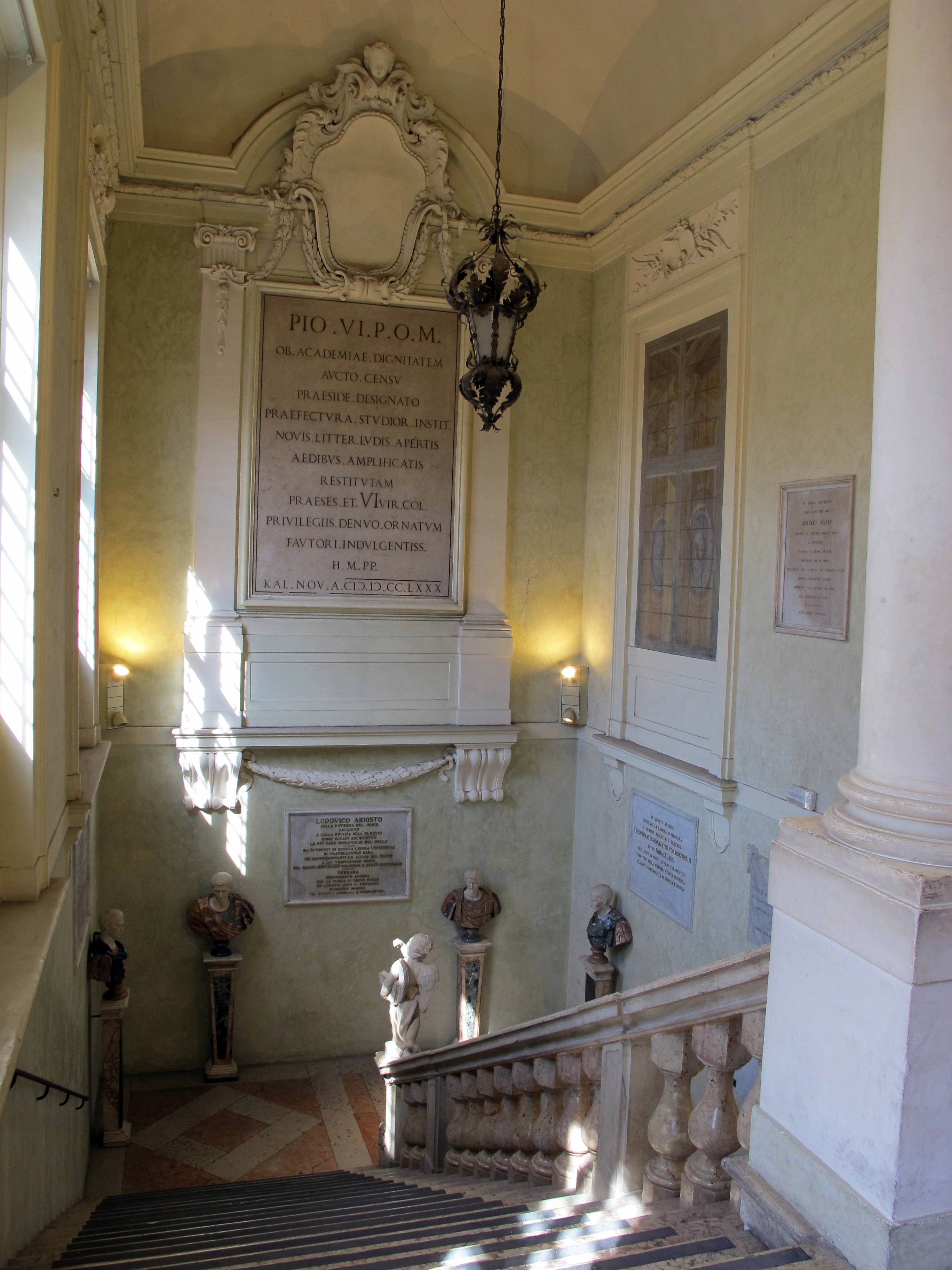
Декор майданчика між маршами

## Зали бібліотеки і сховища

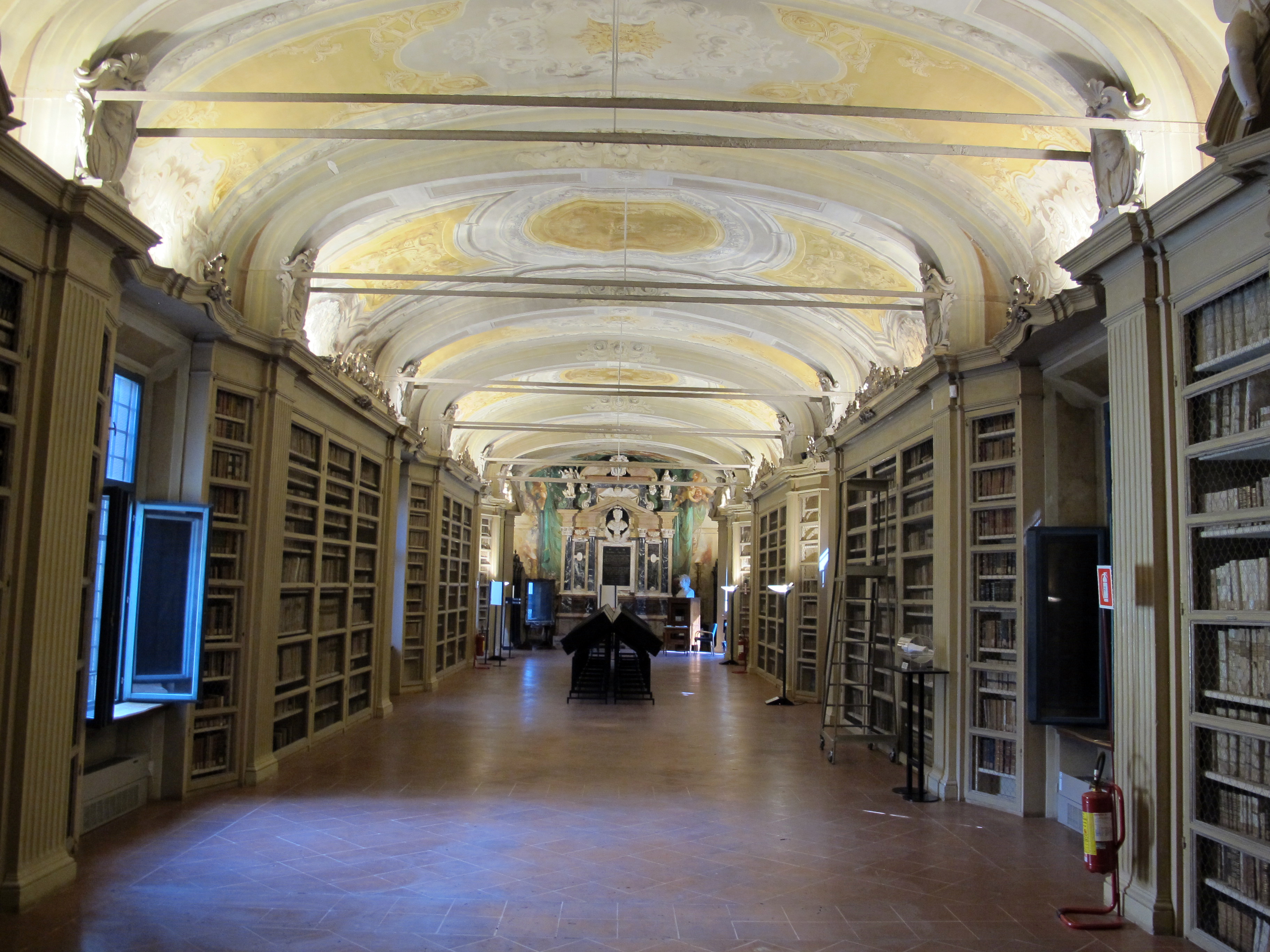
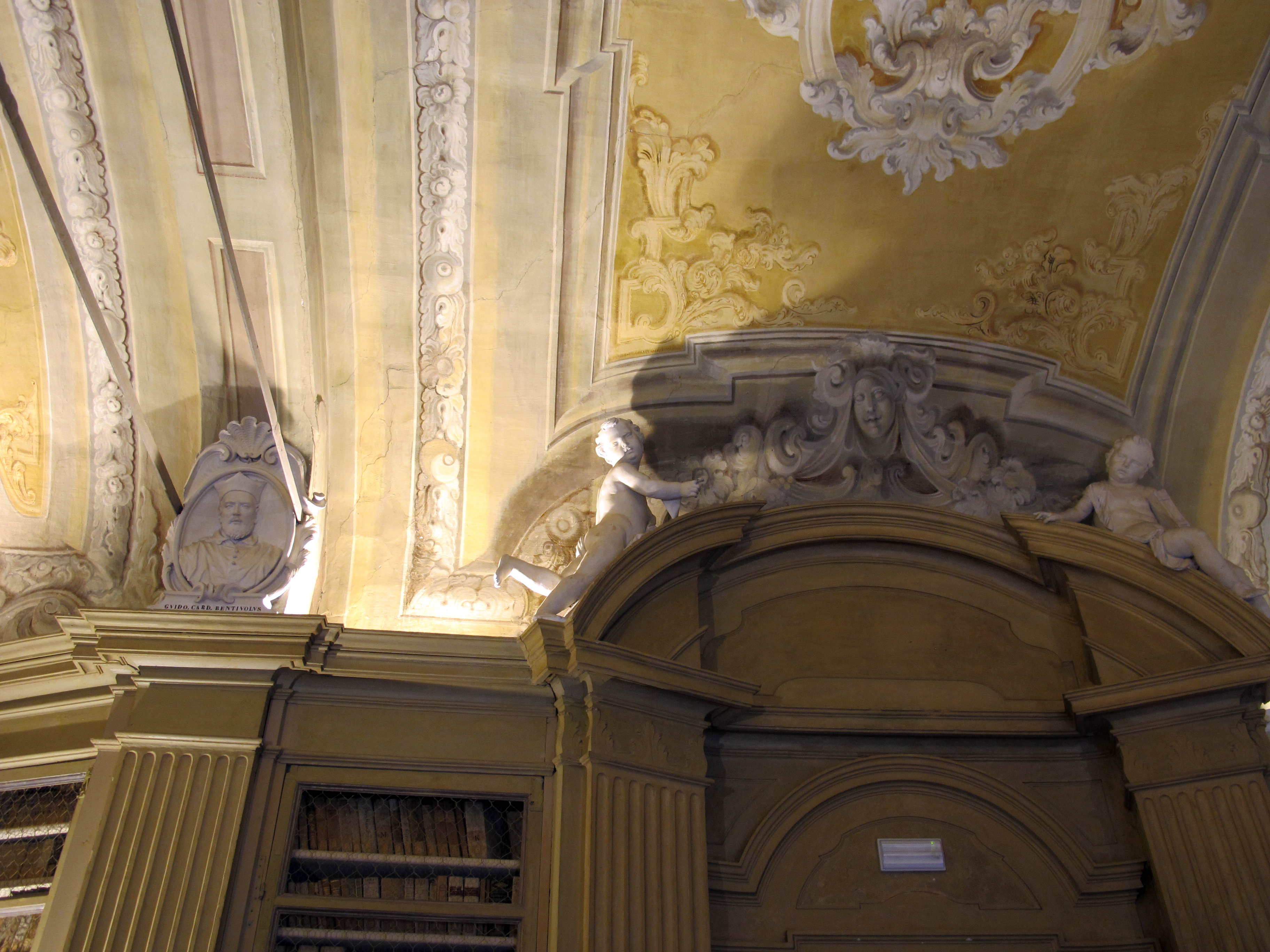
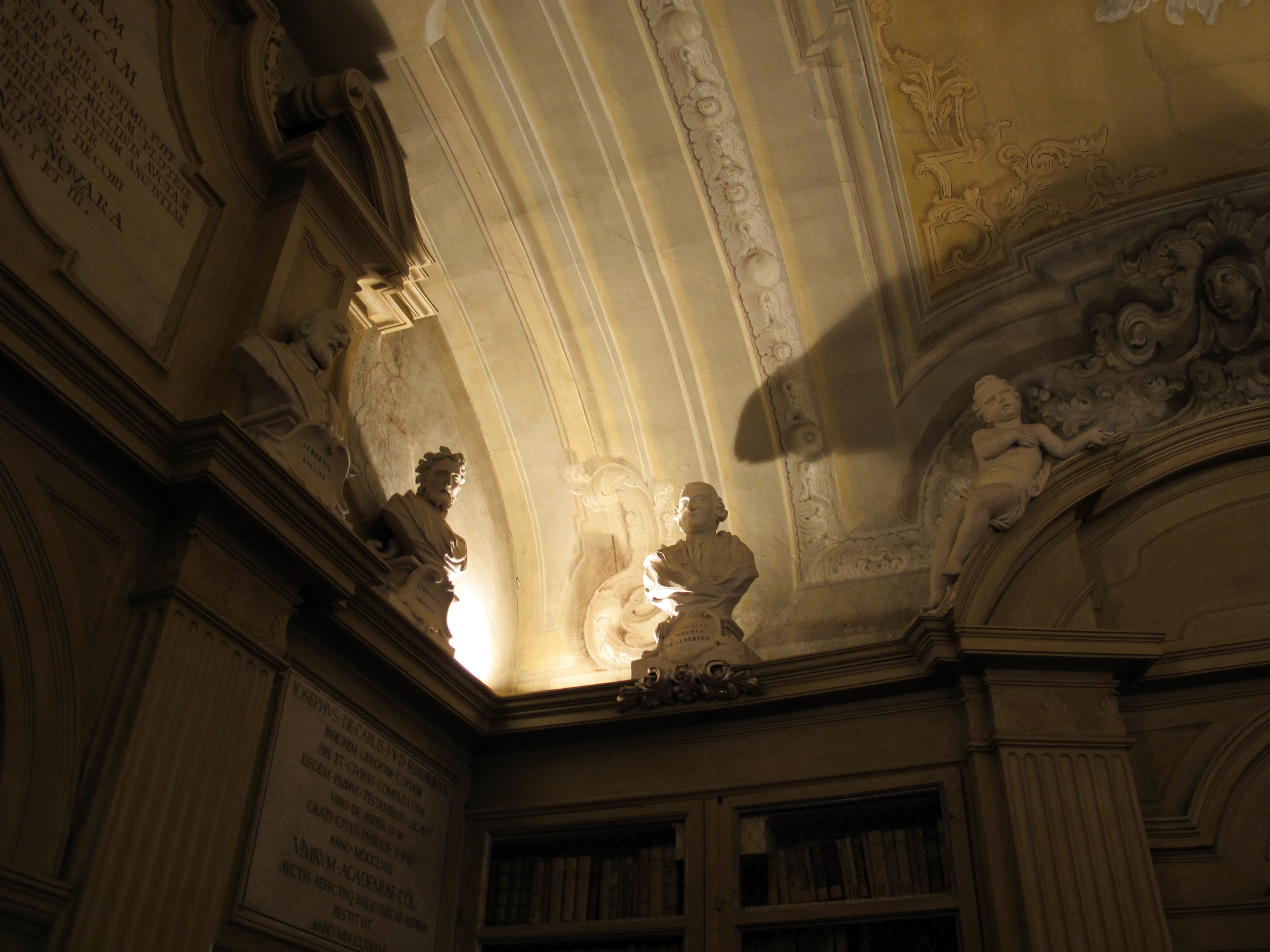
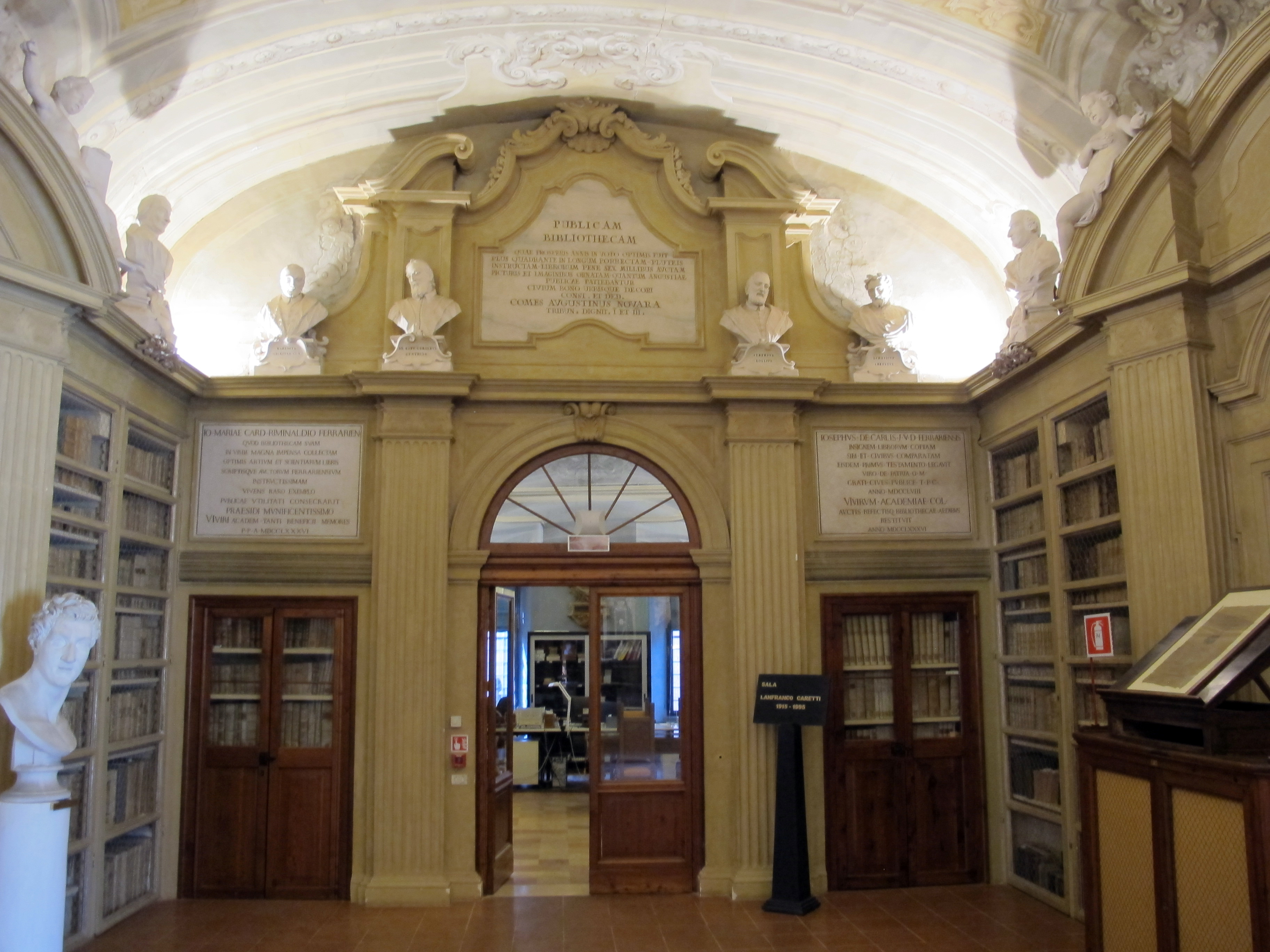
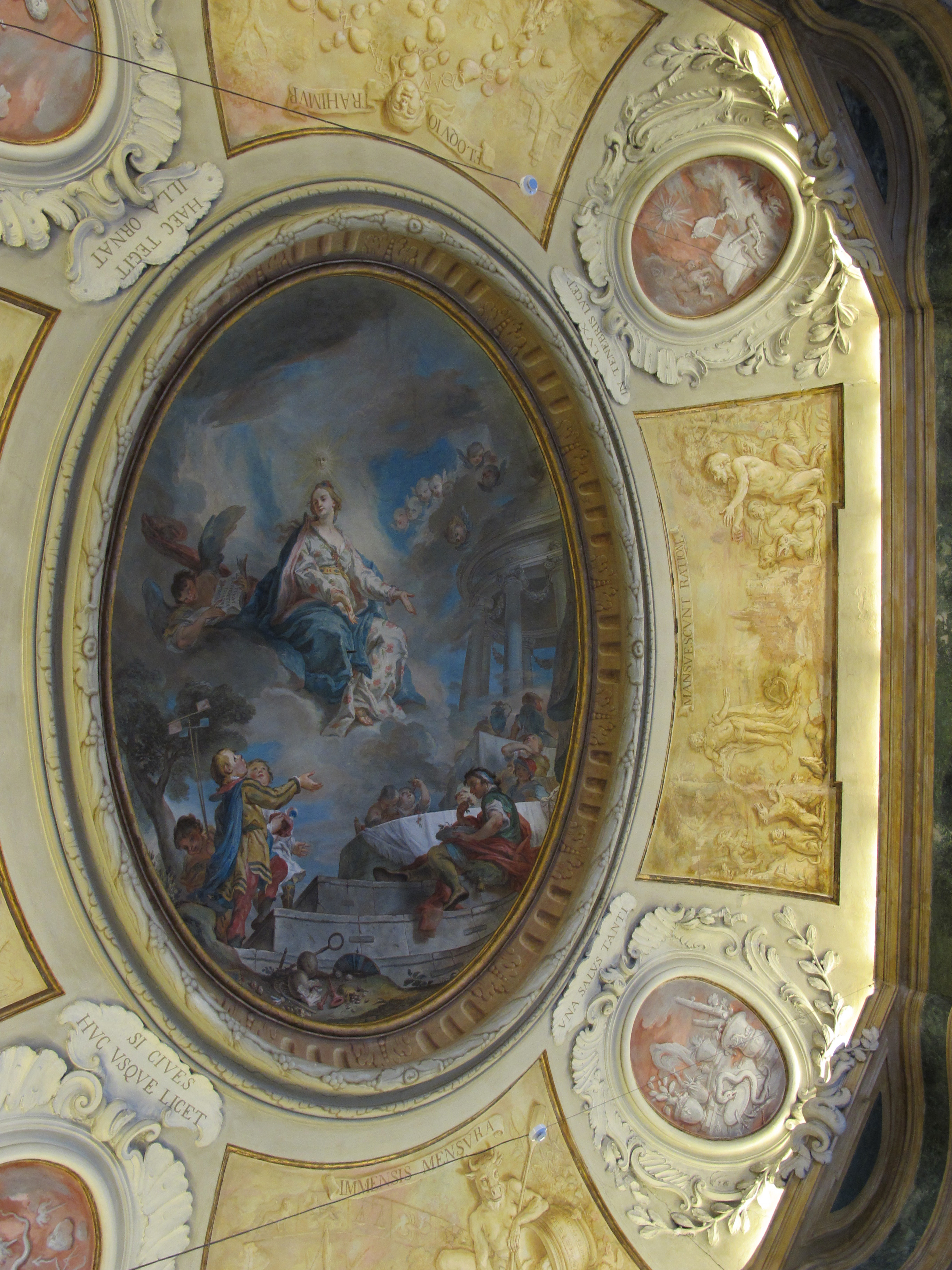
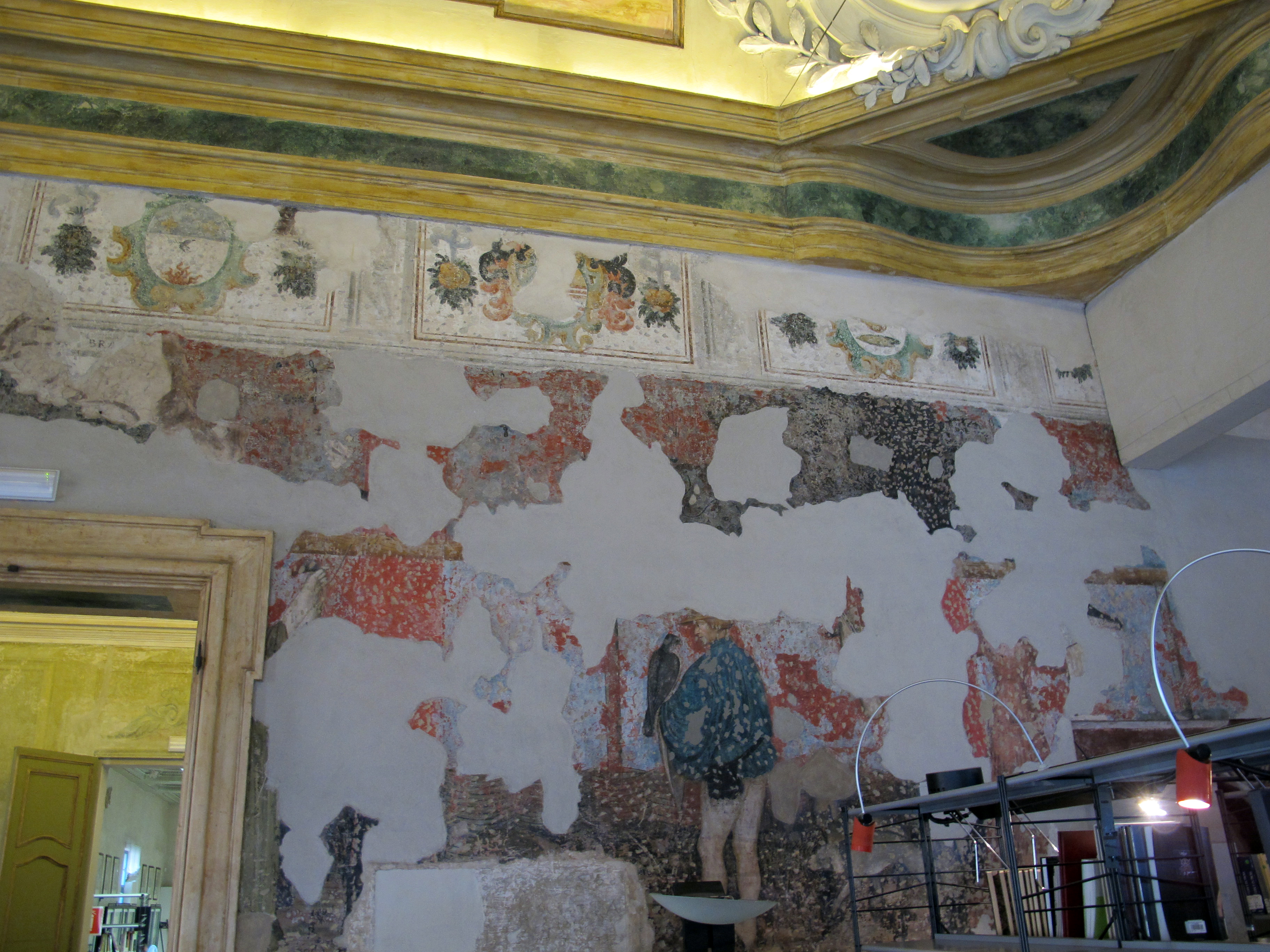
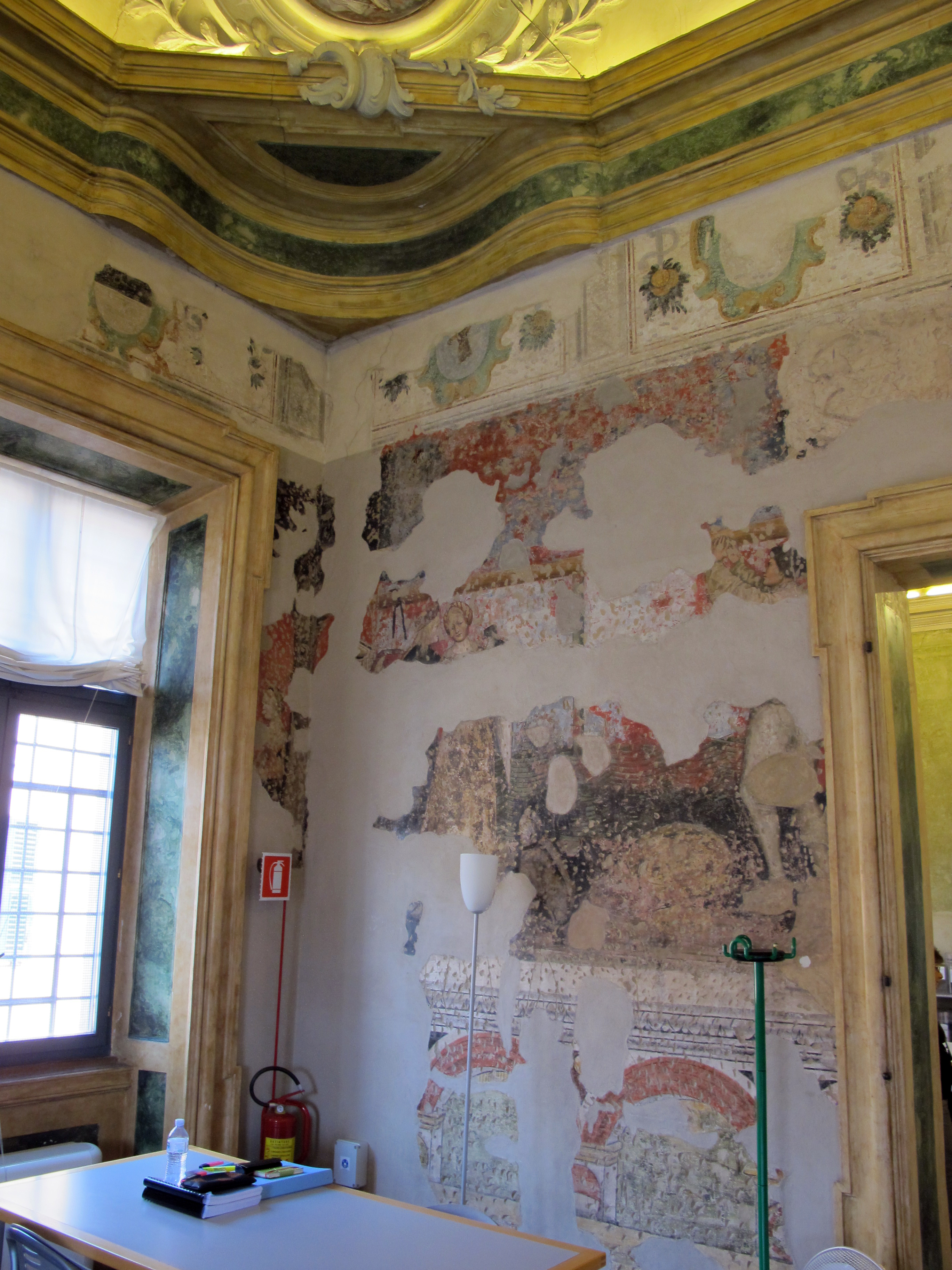
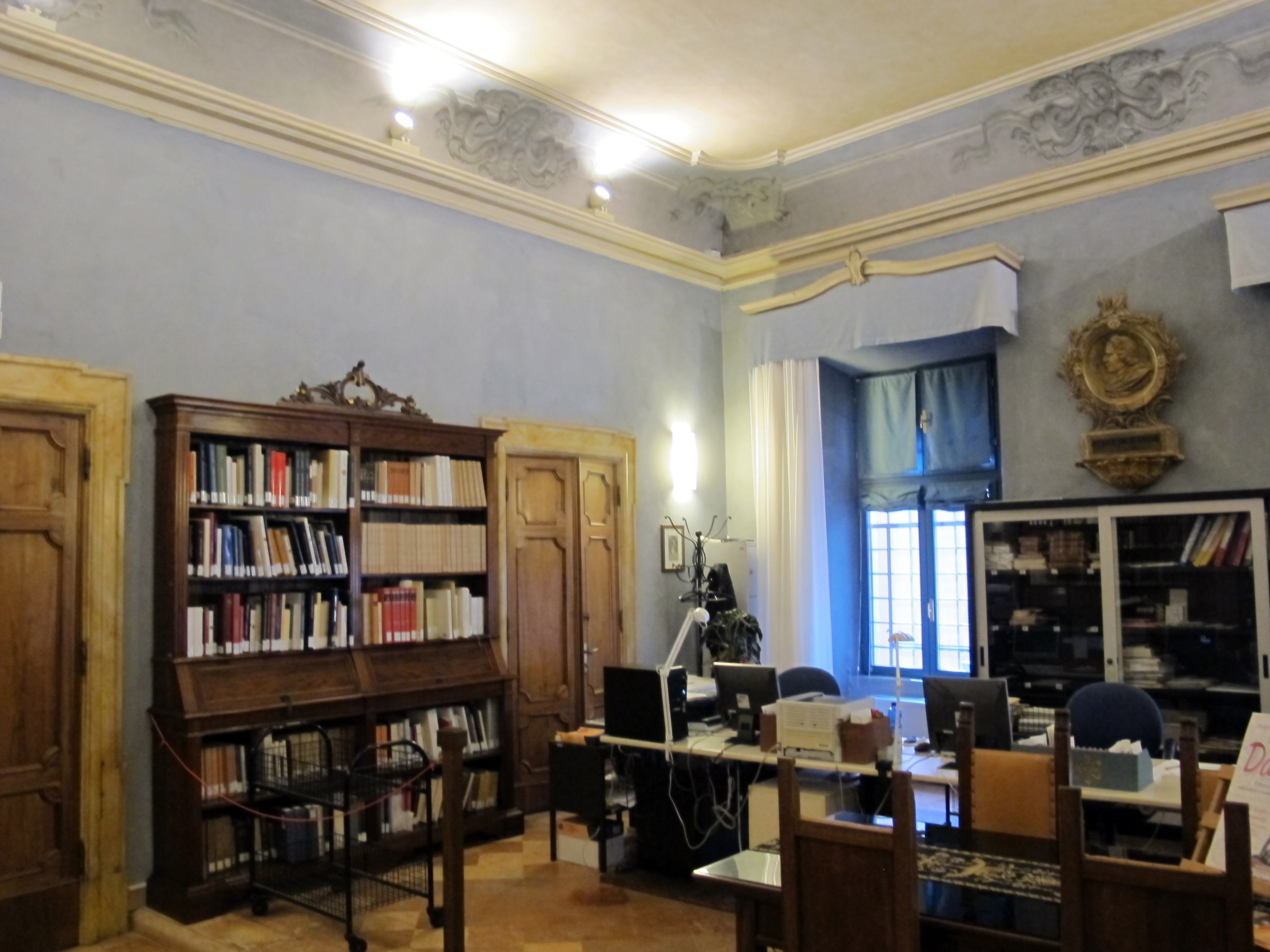
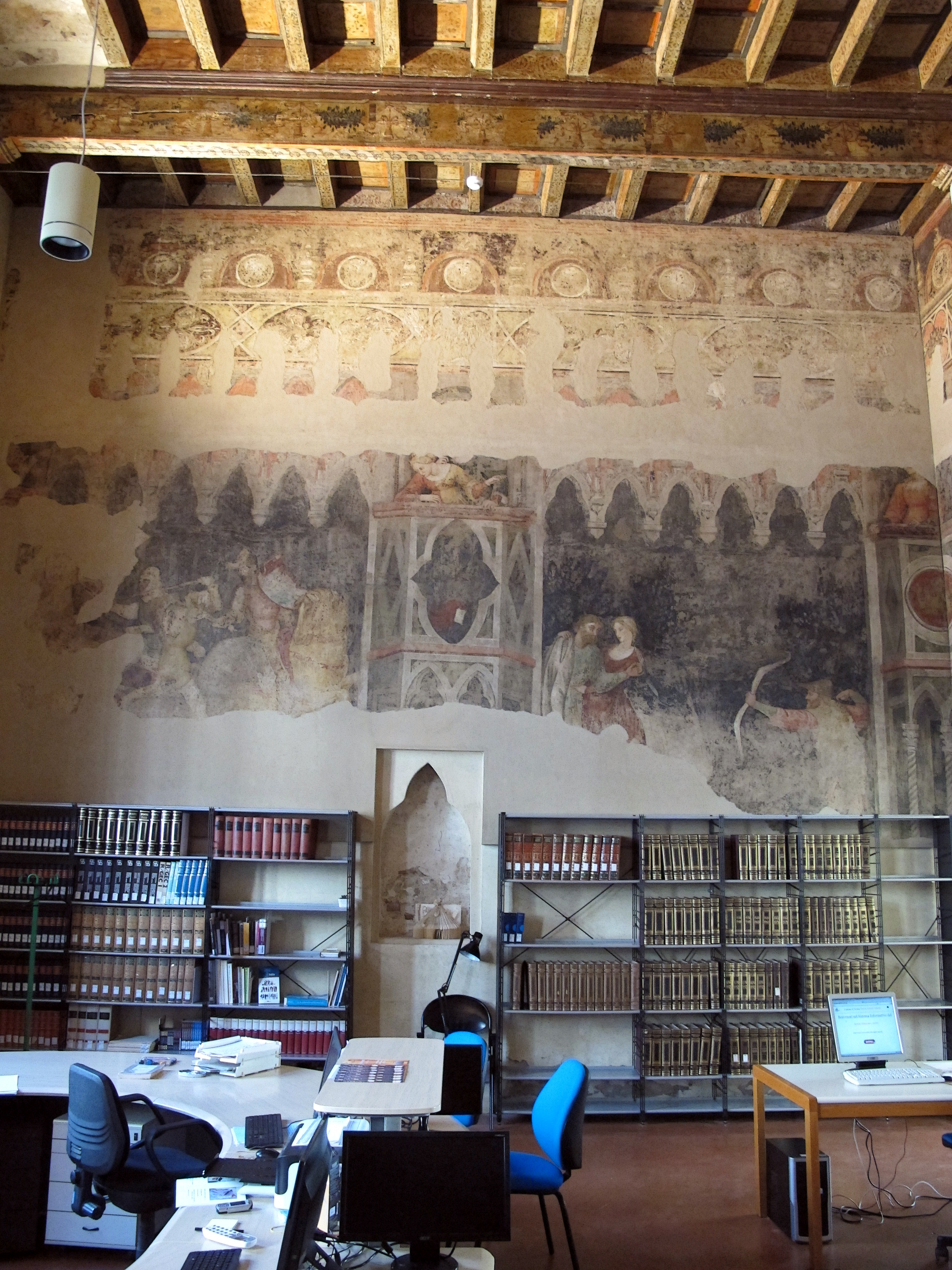
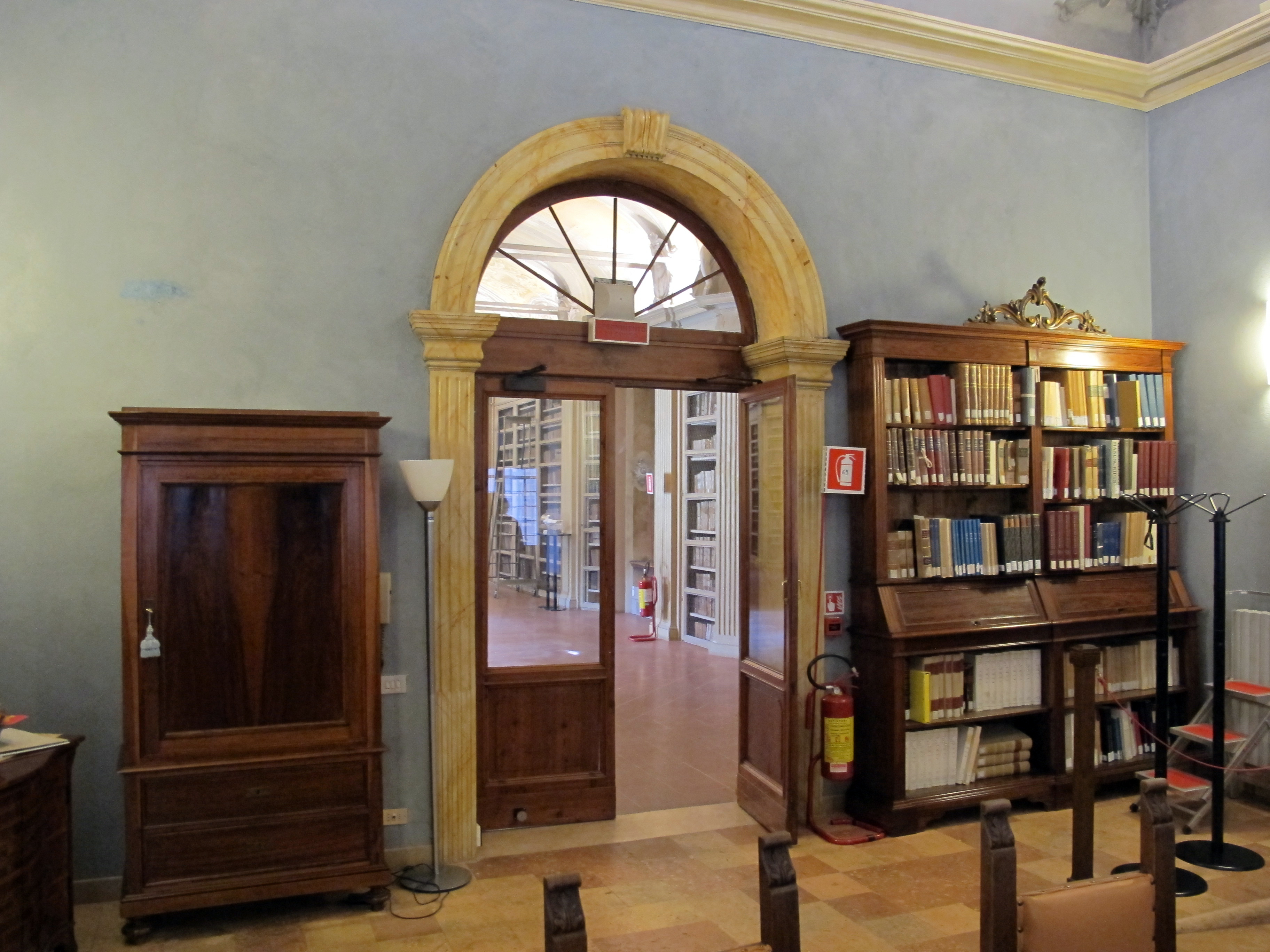
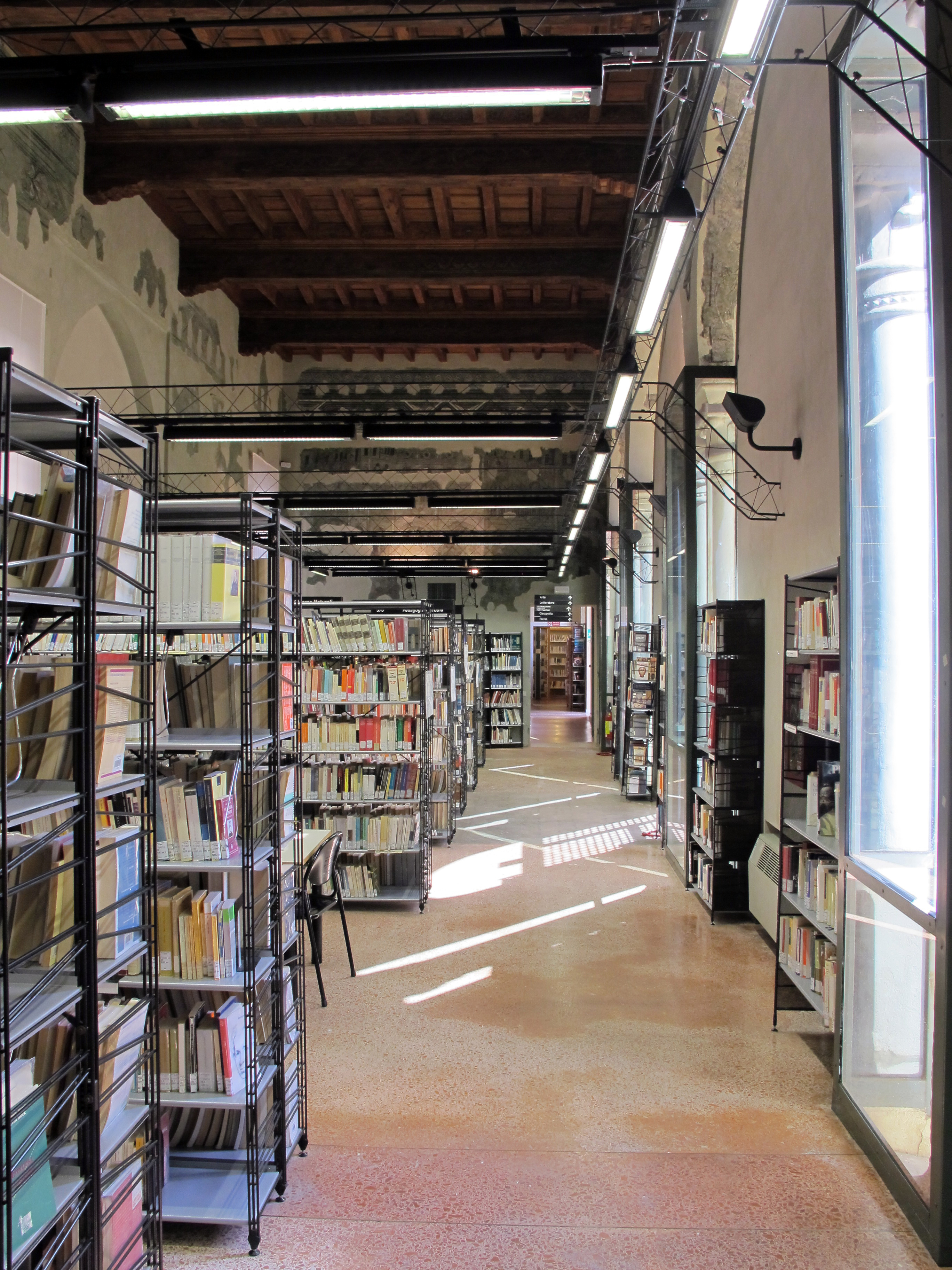
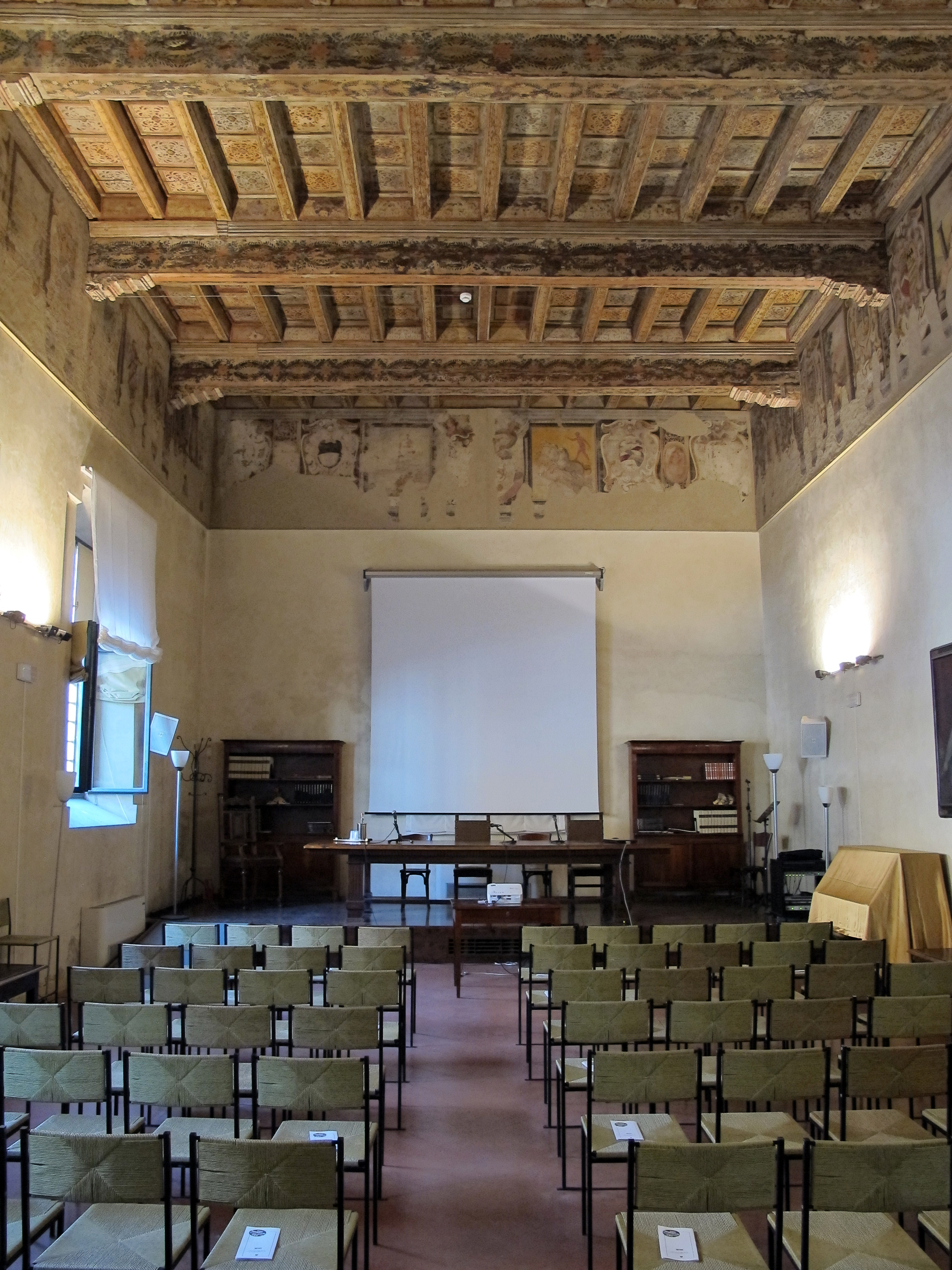